# Pučchon
Pučchon je město v Jižní Koreji v provincii Kjonggi. Jedná se o část konurbace Soulu a nachází se mezi vlastním Soulem a Inčchonem. Hustota zalidnění je velmi vysoká. Nachází se zde množství obchodů, město má svůj orchestr, sídlí v něm několik univerzit a každoročně se pořádá mezinárodní filmový festival.

## Partnerská města
- Bakersfield, USA (2007)
- Chabarovsk, Rusko (2002)
- Charbin, Čína (1995)
- Kawasaki, Japonsko (1996)
- Okajama, Japonsko (1981)
- Valenzuela, Filipíny (2006)